# Bernard Clarisse
 (juin 2019).
Bernard Clarisse (né en 1946) est un artiste contemporain et historien de l'art français.

## Biographie
Originaire du Pas-de-Calais, Bernard Clarisse naît au lendemain de la guerre (1946), au cœur d’un hiver rigoureux (le 22 février) dans une petite école de Normandie proche de Dieppe. Depuis la bâtisse a disparu, rongée par les termites… Ce jour-là, la neige est si abondante que le médecin ne peut accourir qu’en carriole à cheval, muni de ses forceps pour l’accouchement du nouveau-né. Quelques semaines plus tard, il est arraché de justesse aux flammes de son berceau par un grand-père courageux, comme Asklépios du ventre de Coronis.
Par la suite, il prospérera normalement d’écoles en écoles dans la campagne normande. Partageant sa scolarité primaire entre la classe de papa, autoritaire et celle de maman, plus laxiste ; il sera, comme au catéchisme, dissipé, mais le 1er de la classe.
Tout change lorsqu’il se retrouve « pensionnaire » dès la 6e. L’internat de cette époque, étape obligatoire pour aller au lycée, est dur. À l’issue de cette longue période de sa vie, tout juste égayée par l’apprentissage de la peinture le dimanche avec un paysagiste de l’École de Rouen — Albert Malet —, Bernard Clarisse deviendra un bachelier scientifique et peintre du dimanche.
Mal informé à l’époque, il ne sait quelle orientation choisir. Un concours de circonstances lui permet d’apprendre que les études d’Histoire de l’Art existent à Nanterre (Paris-X). Il prend le train express Rouen – Paris St Lazare, puis rejoint la banlieue jusqu’à « la folie[pas clair] », et c’est là qu’il suit les études d’Histoire de l’Art et d’archéologie avant, pendant et après les événements de mai 1968, sur les mêmes bancs que l’actuel directeur du Musée national d’Art moderne au centre Pompidou, Alfred Pacquement.
Il fait des études d’histoire de l’art et d’archéologie puis est agrégé d’Arts Plastiques.
Licencié en Histoire de l’art, il se réoriente en Arts Plastiques à la Sorbonne (Paris I). Après avoir obtenu une licence en Arts Plastiques, une maîtrise en Histoire de l’art, il passe par une très brève carrière d’instituteur, puis réussit le Capes et l’agrégation en Arts Plastiques. À la suite d'un passage éclair en lycée puis au collège, il est nommé professeur en École Normale avant d’enseigner à l’institut universitaire de formation des maîtres à Rouen. Pendant quelques années, il donnera des cours d’histoire de l’art à l’université de Rouen, puis à Versailles. Bernard Clarisse collabore également depuis plus de dix ans à la revue « Mémoire des Arts » pour laquelle il écrit régulièrement des articles à la suite de ses nombreuses visites d’expositions (galeries, musées, biennales, etc.).
Mais tout au long de sa vie, en dehors et à côté de son activité professionnelle, il mènera une carrière artistique.
Elle sera, à ses débuts, éclectique : paysagiste, abstraite, surréaliste, proche de la Figuration narrative…un roman d’apprentissage. Elle deviendra, à ses yeux, plus authentique à partir des années 1980, avec la rencontre d’Asklépios, Dieu de la médecine. Son œuvre prend un tout autre virage, bercée de sens allégorique.

## Œuvres
Plusieurs éléments sont récurrents dans les œuvres de Bernard Clarisse comme Asklépios, le dieu de la médecine dans la mythologie grecque, auquel il prête des pouvoirs de guérison sur le corps, la terre et aussi l'art.
L'artiste accorde une importance aux titres de ses œuvres qu'il met en forme en jeux de mots, citations d'auteurs grecs, ou clins d’œil aux artistes contemporains.  
Il travaille principalement à partir de plusieurs matériaux comme la pâte à papier, la résine, le fer, le bois, la céramique et l'acrylique. Ses thèmes récurrents sont les taupes, les outils de la terre, les relectures de tableaux, les travailleurs de la terre qu'il nomme « Georges et Georgettes » ou encore les portraits d'artistes ou de personnalités du monde de l'art.

### Les taupes
À la fin des années 1980, Bernard Clarisse a été interpellé par la tradition consistant à suspendre des taupes sur les barbelés en Normandie. Il s'éloigne rapidement des représentations réalistes de la taupe afin d'en proposer une interprétation originale. Selon certains chercheurs la taupe, dite skalops en grec, serait le symbole du dieu de la médecine Asklépios. Ainsi, dans l’œuvre de Bernard Clarisse, les taupes symbolisent le dieu grec et sont donc porteuses de guérison. Les représentations de cet animal mort peuvent être également perçues comme un sacrifice ou une offrande envers la divinité grecque. Leur figuration sur des fonds blancs ou sombres apporte une gravité supplémentaire à l’œuvre sans qu'aucun élément temporel ou spatial puisse préciser la nature de leur sacrifice.
Parfois la taupe est simplement suggérée par une galerie en relief sur la toile, débordant souvent du cadre. Ces galeries de la taupe-Asklépios, sont comme des incisions chirurgicales qui soignent l'art. Elles peuvent également être comparées à des fouilles archéologiques, révélant les trésors enfouis. Cette notion se retrouve dans une autre série d’œuvres de l'artiste reproduisant le tracé des plans d'anciennes cités antiques.
La taupe fouissant la terre pour creuser des galeries est aussi associée à l'outil du paysan retournant la terre afin de la cultiver.

### Les outils de la terre
Les outils manuels représentés ou réutilisés par Bernard Clarisse ont tous un point commun : ils sont employés pour creuser la terre et sont pour la plupart aujourd'hui remplacés par des machines plus perfectionnées. Ces outils sont des araires, des houes, des bêches, des charrues… Sur leurs manches figure généralement une tête dorée de serpent. Il s'agit de l'attribut principal du dieu de la médecine. Comme un signe, le dieu veille, et même guérit la terre à fertiliser et génératrice.
L'emploi du doré est également une allusion à l'auteur grec Pindare, un poète grec du Ve siècle av. J.-C., qui met en garde les médecins contre l'appât du gain dans son récit de la mort d'Asklépios. En effet, ce dernier serait décédé pour avoir voulu ressusciter un mort contre une rétribution financière. L'or est aussi utilisé pour symboliser la pureté nécessaire pour accéder au divin, comme le rappelle l'inscription figurant à l'entrée du sanctuaire d'Asklépios à Epidaure : « Pur doit être celui qui entre dans le temple parfumé et pureté c'est de n'avoir que de saintes pensées ».
Avec ces ajouts, Bernard Clarisse confère aux outils des pouvoirs de guérisons, il les assimile aux scalpels, transformant les paysans qui les utilisent en médecins de la terre.

### Les relectures
Bernard Clarisse s'est intéressé au travail de peintres du XIXe siècle qui ont représenté la nature et la condition paysanne, comme Théodore Rousseau, Vincent Van Gogh, Gustave Courbet et Jean-François Millet. Il reprend des œuvres de ces peintres afin de leur donner un sens nouveau. Il propose notamment des relectures Des Glaneuses ou de l'Angélus de Jean-François Millet devenues avec le temps de vraies images d'Épinal de la paysannerie au XIXe siècle. 
Vincent van Gogh s'est également attaché à représenter le labeur paysan au début de sa carrière, notamment en recopiant des dessins et des œuvres de Millet. À son tour, Bernard Clarisse propose une relecture des bêcheurs de Van Gogh, repris de Millet. De plus, la folie et la mort de Van Gogh s'inscrivent également dans la réflexion de l'artiste autour d'Asklépios. En effet, dans le sanctuaire du dieu de la médecine à Epidaure, les maladies tant physiques que psychologiques étaient soignées sous-terre. De même, dans le tableau À Coronis et Vincent : présage pour une oraison funèbre, il rend hommage à Coronis, la mère d'Asklépios au travers d'une relecture du tableau de Van Gogh intitulé Champ de blé aux corbeaux.

### Les Georges et Georgettes
Bernard Clarisse a réalisé une série de tableaux reprenant comme motif central des Georges et Georgettes, du grec ghé (la terre) et argos (le travail) ; ce qui signifie littéralement « les travailleurs de la terre ». Il représente des figures isolées de paysans tenant un outil. Le personnage est peint dans des tons sépia, évoquant de vieilles photographies.
Leur solitude s'exprime également par leur localisation sur d'immenses champs en représentation, souvent creusés de sillons, preuve ineffable du travail effectué par les outils. Leur posture est courbée, en communion presque totale avec la terre nourricière et indispensable pour leur propre survie. Mais leur profil traduit également un labeur difficilement soutenable tant il est grand et demande d'efforts physiques. Jamais ils ne prennent le temps de regarder le spectateur du tableau, qui semble les observer derrière une fenêtre car leur taille est relativement petite au milieu de la toile cernée de blanc et de galeries de taupes. La rudesse de leur travail se voit aussi en leurs mains presque systématiquement crispées sur l'outil. Par ce biais, l'objet est rendu indispensable. Le regard du visiteur se centre d'abord sur son utilisation avant de prendre le temps de privilégier les Georges et Georgettes. Mais il est aussi possible de croire qu'ils l'ignorent simplement puisqu'ils sont absorbés par leur tâche si essentielle dans leur existence. Tout est de couleur sépia comme si le travailleur se confond avec la terre ou que le temps n'a pas de prise sur leur labeur répétitif. Mètres après mètres ils progressent avec l'aide parfois d'un cheval ou d'un bœuf qui est également plié sous le poids de l'araire qu'ils tirent. Le cadre blanc autour de la peinture du paysan peut aussi suggérer l'immensité du champ, de ce qui lui reste à accomplir. Devant le tableau, le découragement ou son inverse peut émouvoir le spectateur. Le paysan symbolise aussi la lutte avec une nature qui reprend immanquablement ses droits.

### Les portraits
Les portraits de « Grands » ou Mégas en grec, comme Bernard Clarisse les appelle, figurent des artistes qui l'ont inspiré comme Vincent van Gogh, Jean-François Millet mais également ceux qui ont représenté la Normandie, comme Auguste Renoir, Camille Pissarro et Claude Monet ou sont originaires de la Région (Jacques-Émile Blanche, Eugène Boudin…), en écho à ses propres racines. À ces peintres du XIXe siècle s'ajoutent les portraits de nombreux artistes du XXe siècle, comme Nicolas de Staël ou Lucio Fontana et des personnalités du monde de l'art contemporain. Tous ces personnages portent le mot Mégas en lettres d'or sur le front, l'origine de la naissance de leur œuvre.
Tous ces portraits sont réalisés dans des tons sépia évoquant l'ancienneté de la technique photographique inventée au XIXe siècle. Cette couleur se retrouve également dans d'autres œuvres telles que les Georges et Georgettes.
Un autre ensemble est qualifié d’Incurables par l'artiste pour désigner des anonymes qui ne portent pas de signes distinctifs volontairement. Un fragment de feuille d'or est déposé de manière aléatoire sur leur visage comme pour éclairer leur valeur tout aussi importante que les artistes de renom qui l'inspirent.
Une partie de ces tableaux furent à l'honneur dans le cadre de l'exposition temporaire organisée au Château Musée de Dieppe pour le festival Normandie impressionniste 2016 en 2016.

### Les stèles
Bernard Clarisse réalise également des tableaux représentant uniquement des textes d'auteurs grecs, comme Pindare ou Hippocrate, en couleur, généralement monochromes. Ces stèles portent les inscriptions des malades remerciant la divinité de la médecine qui les a guéri. La surface de la toile, comme pour les Georges et Georgettes présente des incisions, allusions au scalpel. À travers ces incisions, Bernard Clarisse propose de guérir la peinture dite malade depuis les années 1960.

### Œuvre commune
L'œuvre Cent ans après la nature reprend le dessus et le dessous a été réalisée avec l'artiste Claude Gilli. Le motif central est repris d'un tableau de Martial Raysse, intitulé Cent ans après. Le motif central est inscrit dans un profil de crâne rappelant une vanité. Bernard Clarisse y a ajouté des galeries et Claude Gilli, des escargots, un élément signature de plusieurs de ses œuvres.
Le bœuf et le tracteur évoquent les travailleurs de la terre. La modernité du tracteur contraste avec les personnages simplement esquissés, sortes d'Adam et eve des temps modernes. Les ajouts en trois dimensions de Claude Gilli et Bernard Clarisse illustrent le titre. Les escargots en surface et les galeries en profondeur représentent la nature et recouvrent progressivement l’œuvre du XXe siècle. Le crâne nous ramène, lui, à la condition humaine, mortelle. À la fin, l'Homme retourne à la terre.

## Liste d'œuvres
(Liste non exhaustive, classée en ordre croissant, par année de création)
- Requiem (1985) ;
- Enkoimeterion pour le songe d'une femme de Lacédémone (1987) ;
- Koile odos II (1987) ;
- Funérailles esculapiennes (1987) ;
- Cent ans après, la nature reprend le dessus et le dessous (1988) ;
- Champ contre champ (1988) ;
- Idoles géorgiques (1988) ;
- À Coronis et Vincent : présage pour une oraison funèbre (1989) ;
- Détail de fouille esculapienne (1989) ;
- Anamesis (1990) ;
- Fouir (1990) ;
- Taphos I (1990) ;
- Taphos II (1990) ;
- Incision esculapienne (1992) ;
- Retournez la terre (1992) ;
- Scalpel (1992) ;
- Georges II (1993) ;
- Georgette II (1993) ;
- Géorgiques II (1993) ;
- Géorgiques III (1994) ;
- Serpent fertile I (1996) ;
- Serpent fertile II (1996) ;
- Georges V (1998) ;
- Anneau mystique (2000) ;
- Vanité IV (2000) ;
- Série de cartes postales « retouchées » (2002-2004) ;
- Georges et les sept nains (2003) ;
- Georgette IV (2003) ;
- Bras mordu par une vipère (2006) ;
- Épis d'or (2006) ;
- Méditation (2006) ;
- Vipère exécrée (2006) ;
- Verotière no 1 (2006) ;
- Georges verotier no 1 (2007) ;
- Glaneuses au fil II (2007) ;
- Gleaners on canvas (2007) ;
- Verotière mise à nu par C… (2007) ;
- À Jean-François (Millet), mégalo (2010) ;
- À Vincent (Van Gogh), mégalo (2010) ;
- Angélus on canvas (2010) ;
- À Gustave (Courbet), mégalo (2012) ;
- Méditation de Georgette (2013) ;
- À Auguste (Renoir), mégalo (2015) ;
- Sillon fertile (2017).

## Galerie

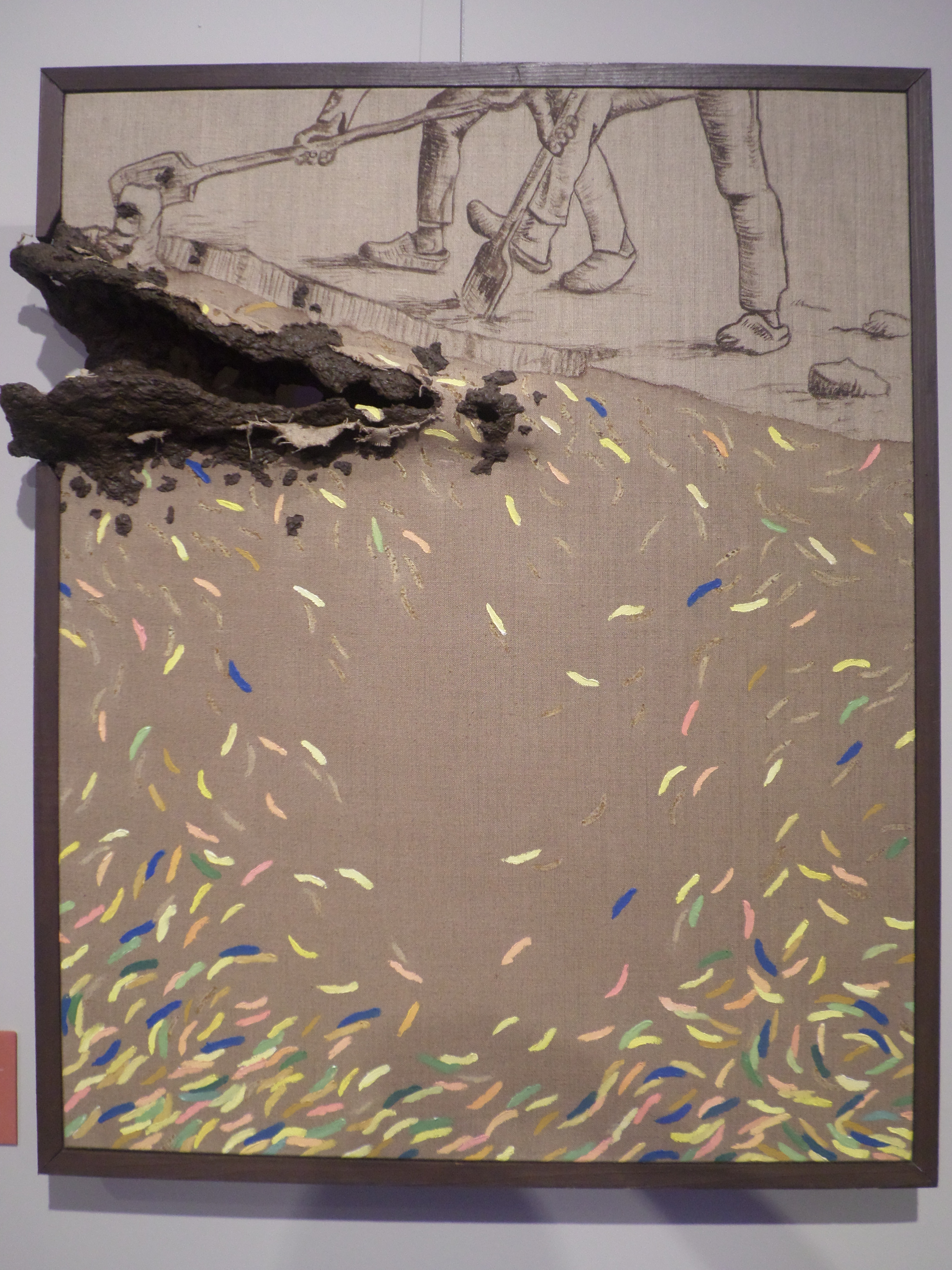
Fouir, 1990.
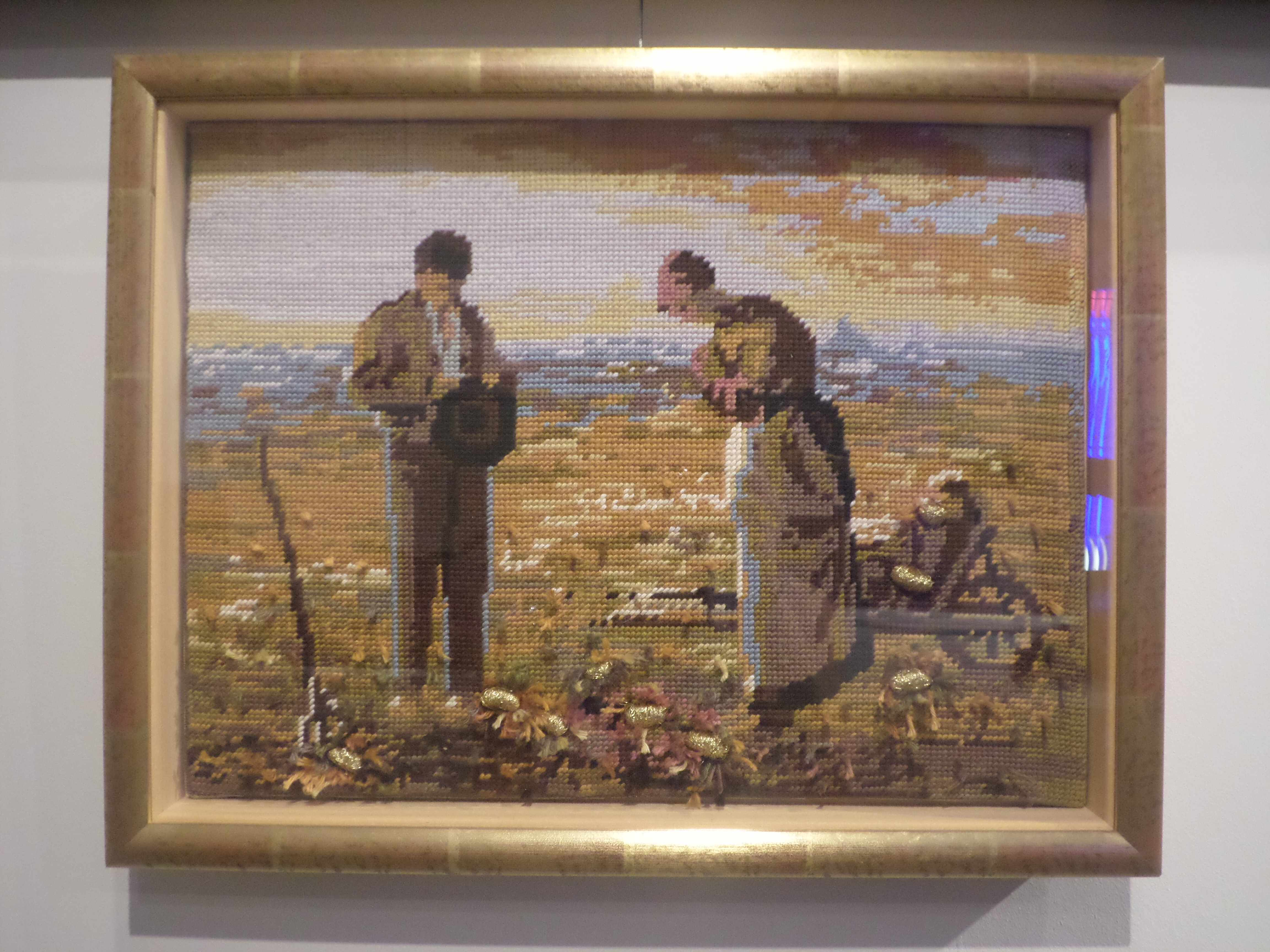
Angélus on canvas, 2010.
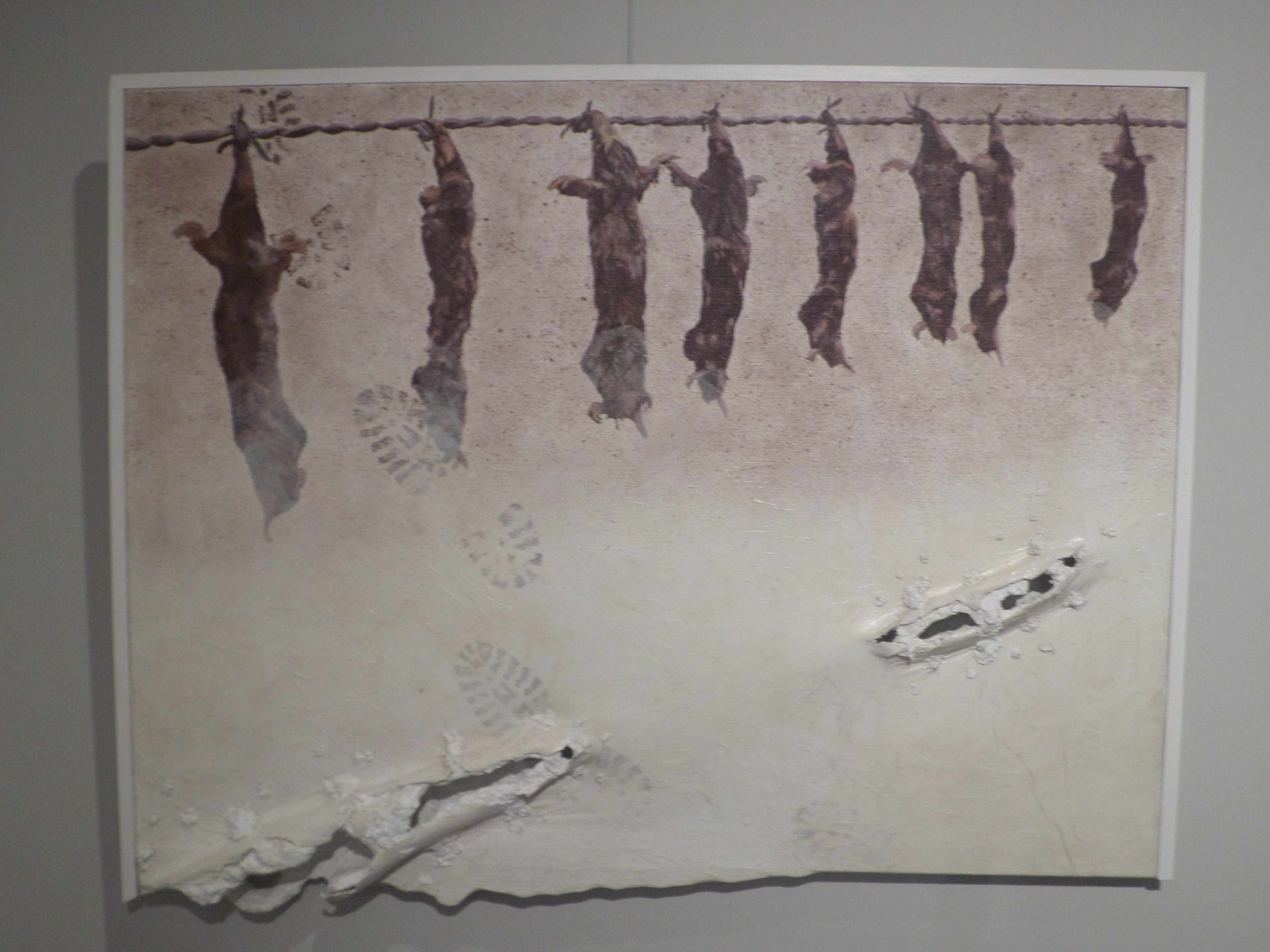
Incision esculapienne.
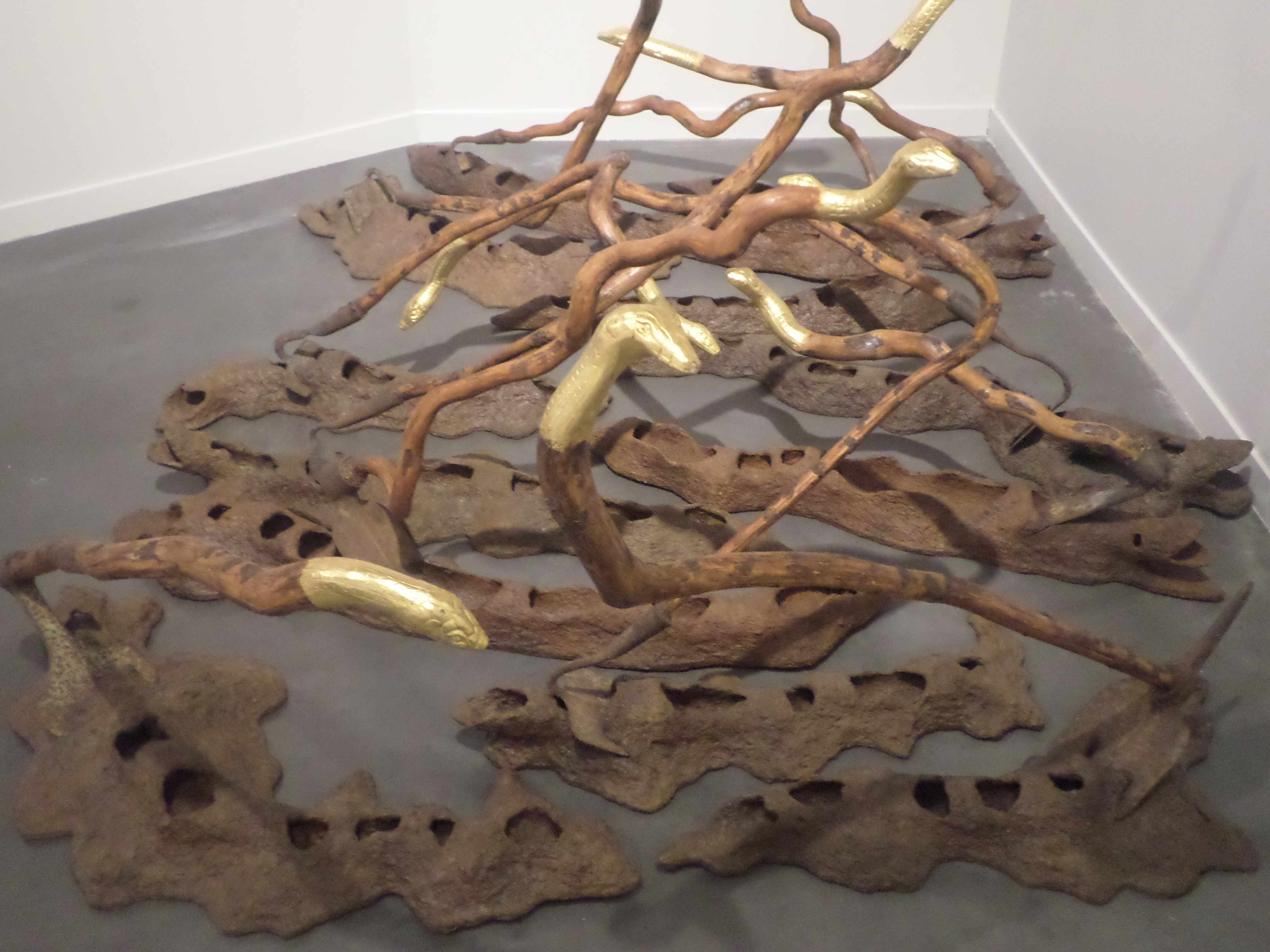
Anneau mystique, 2000.
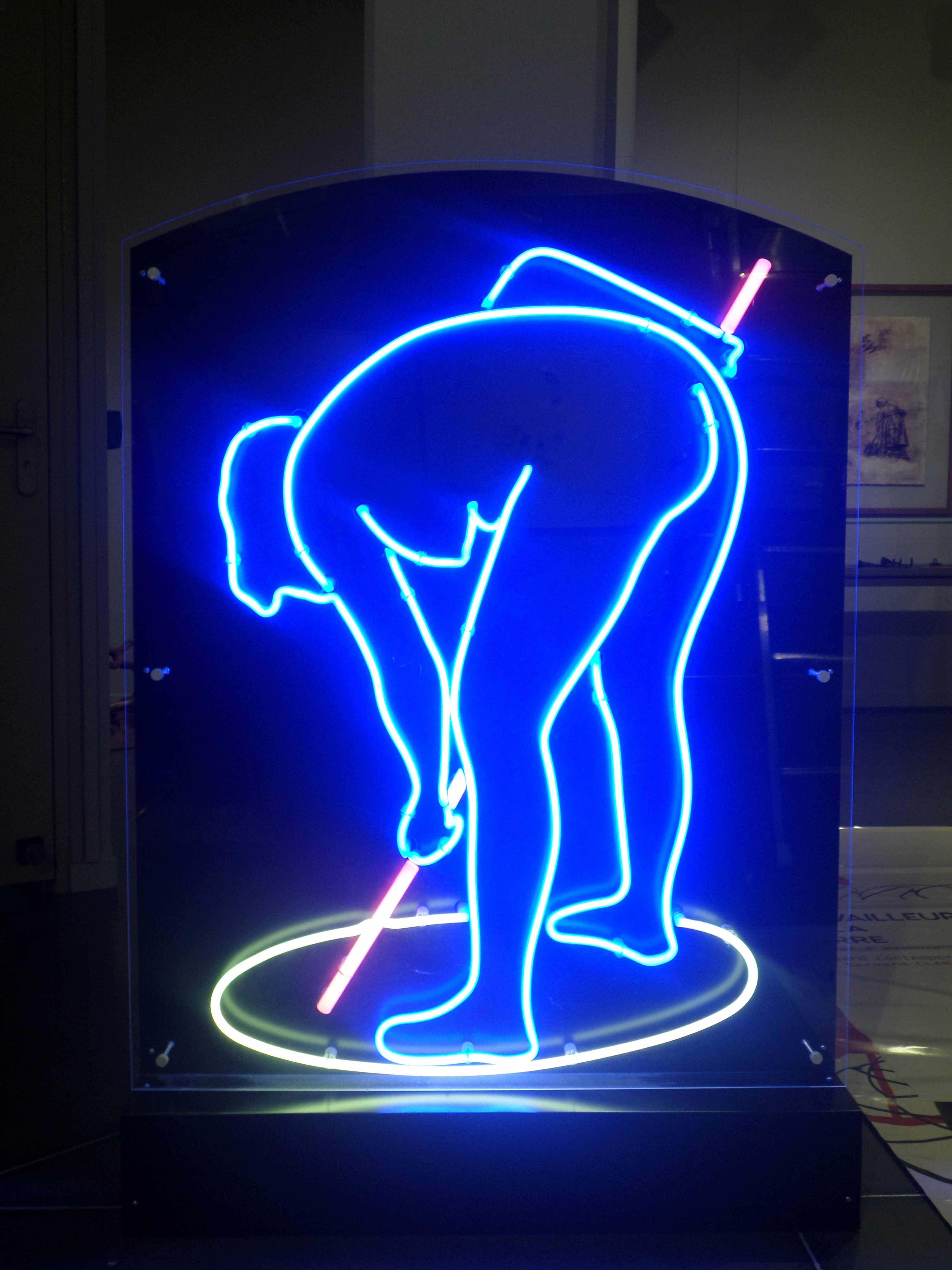
Verotière mise à nu par C…, 2007.
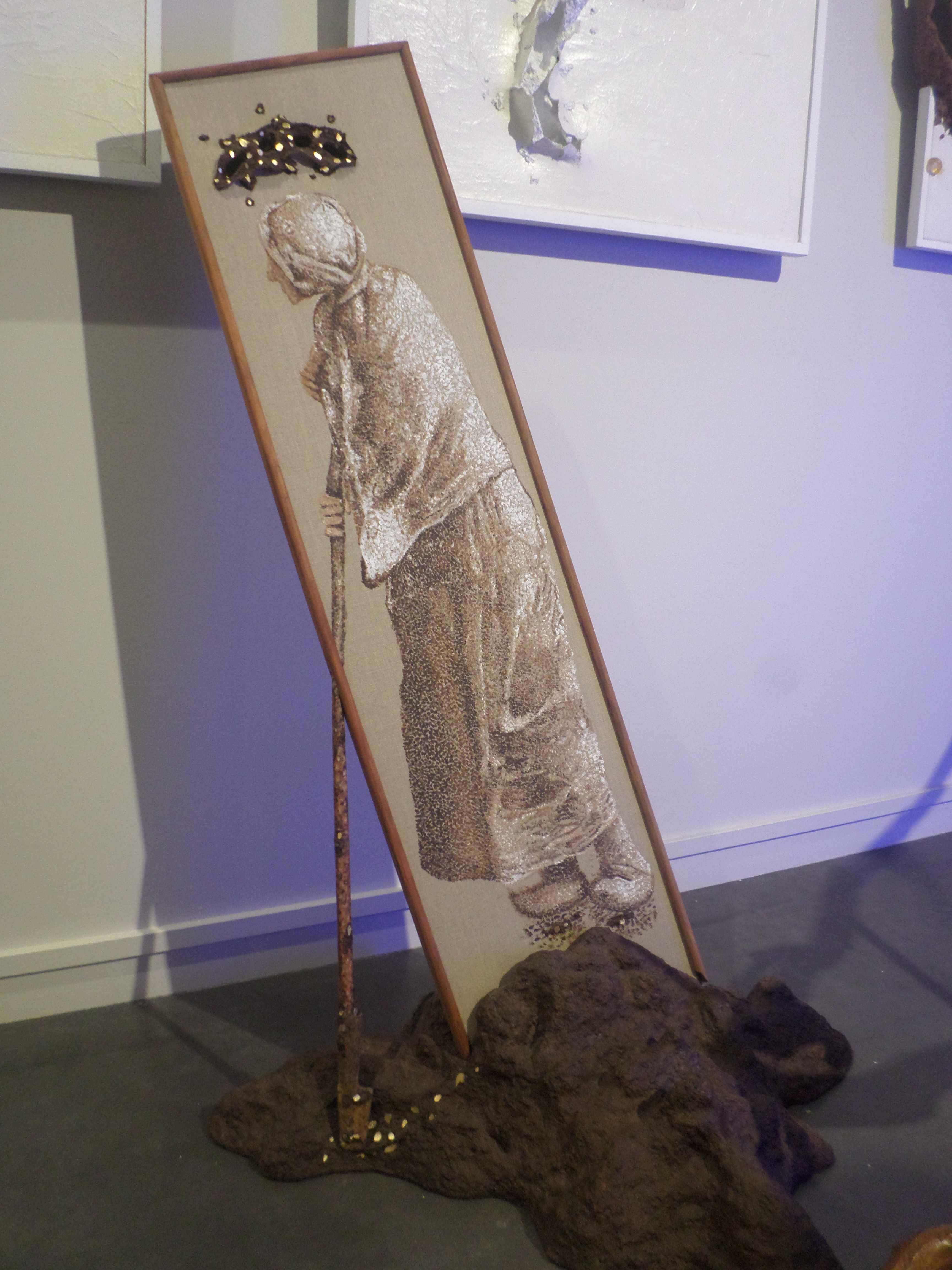
Méditation de Georgette, 2013.
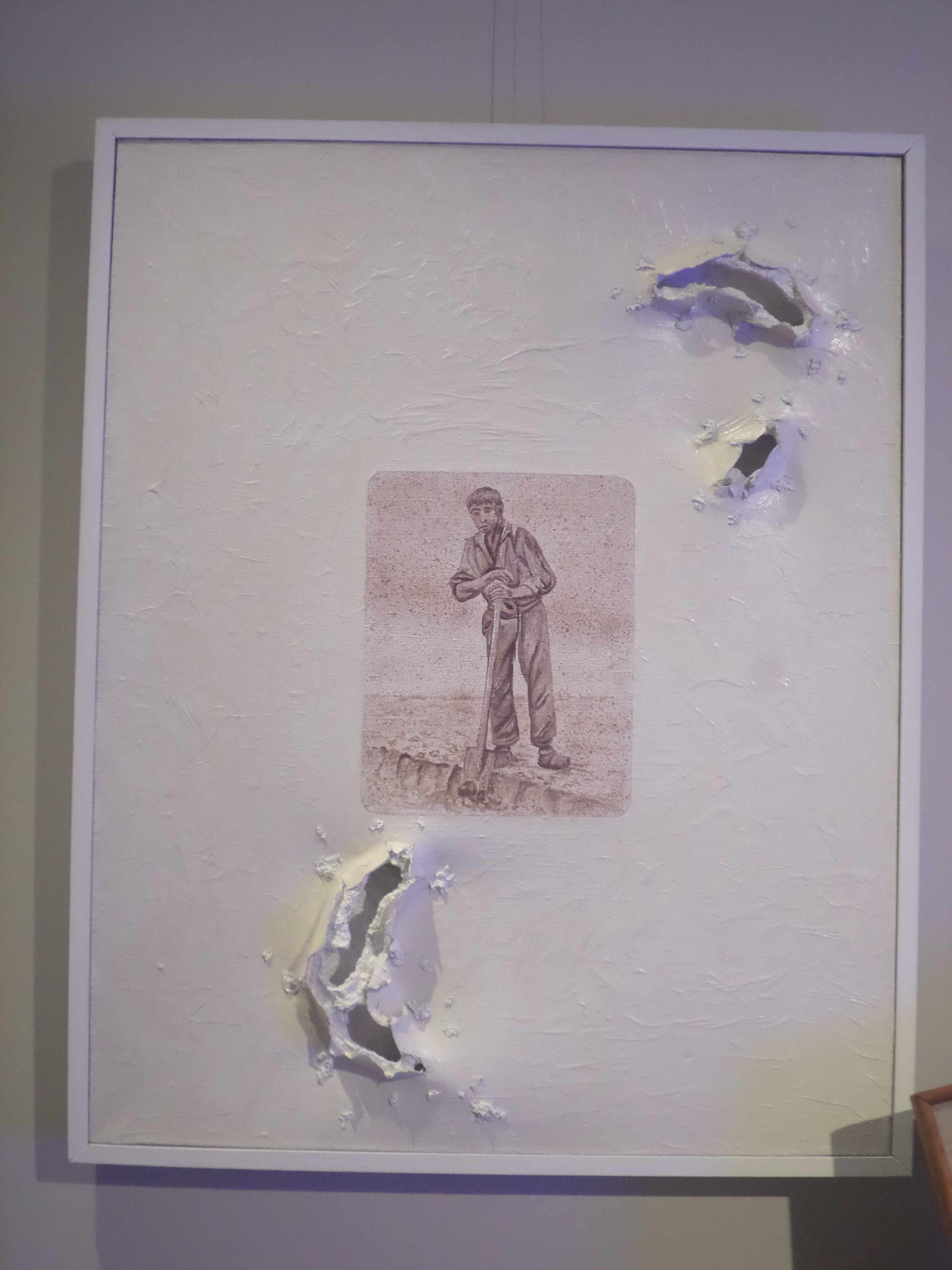
Georges II, 1993.
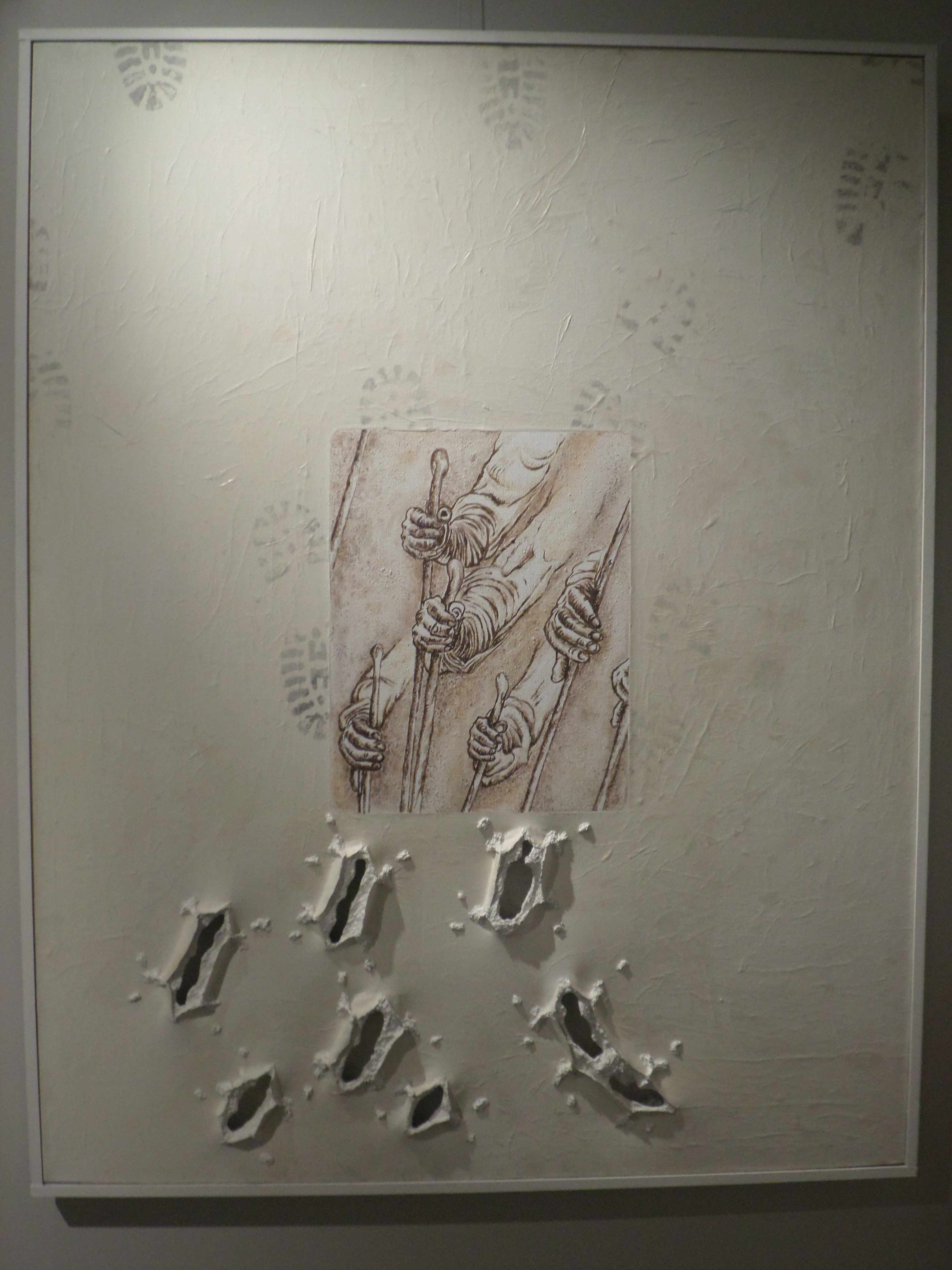
Georges et les sept mains, 2003.
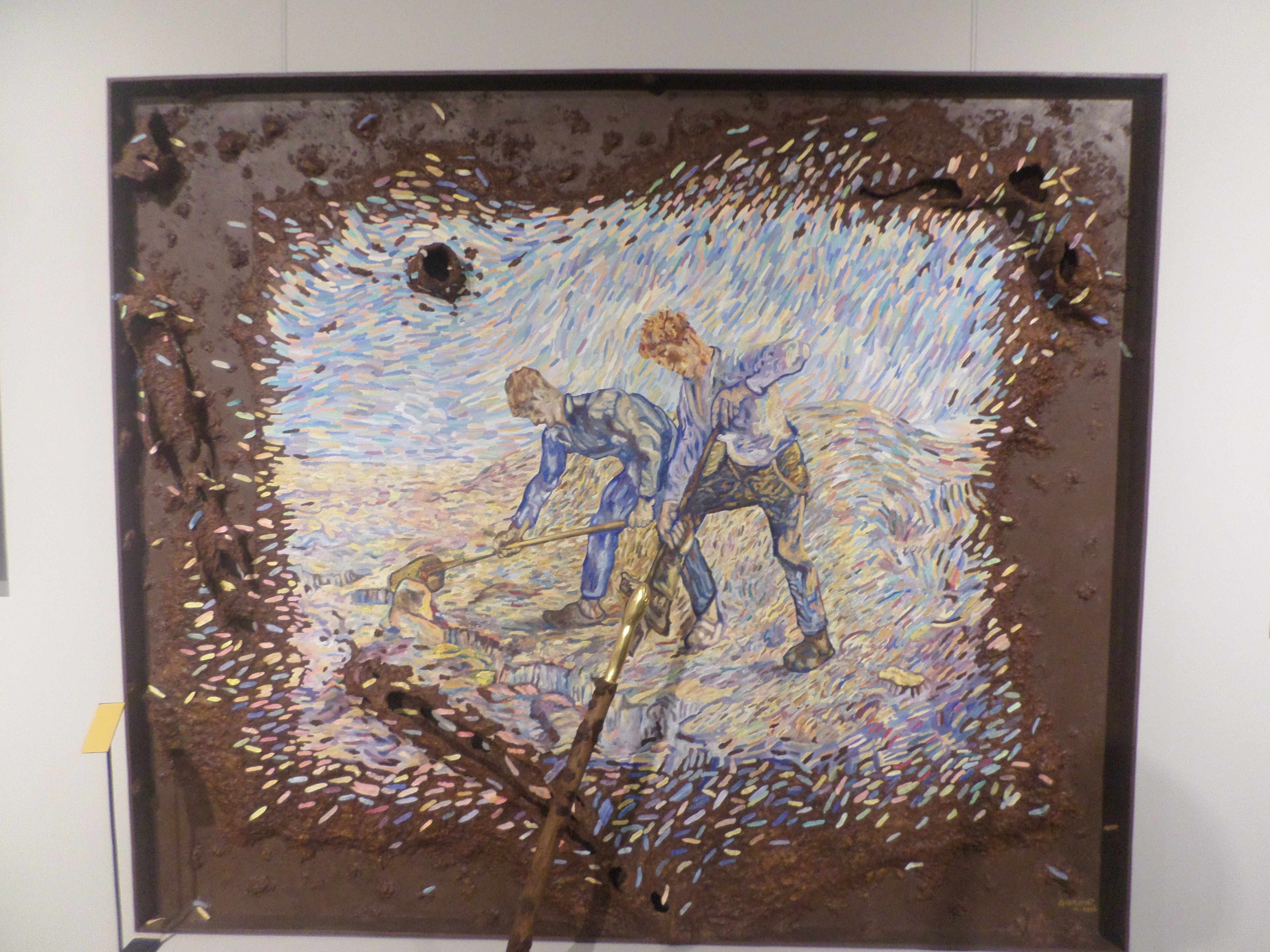
« Mais comme la taupe fuit au moindre bruit…, il faut trois ou quatre hommes, qui, travaillant ensemble avec la bêche… » (Buffon).
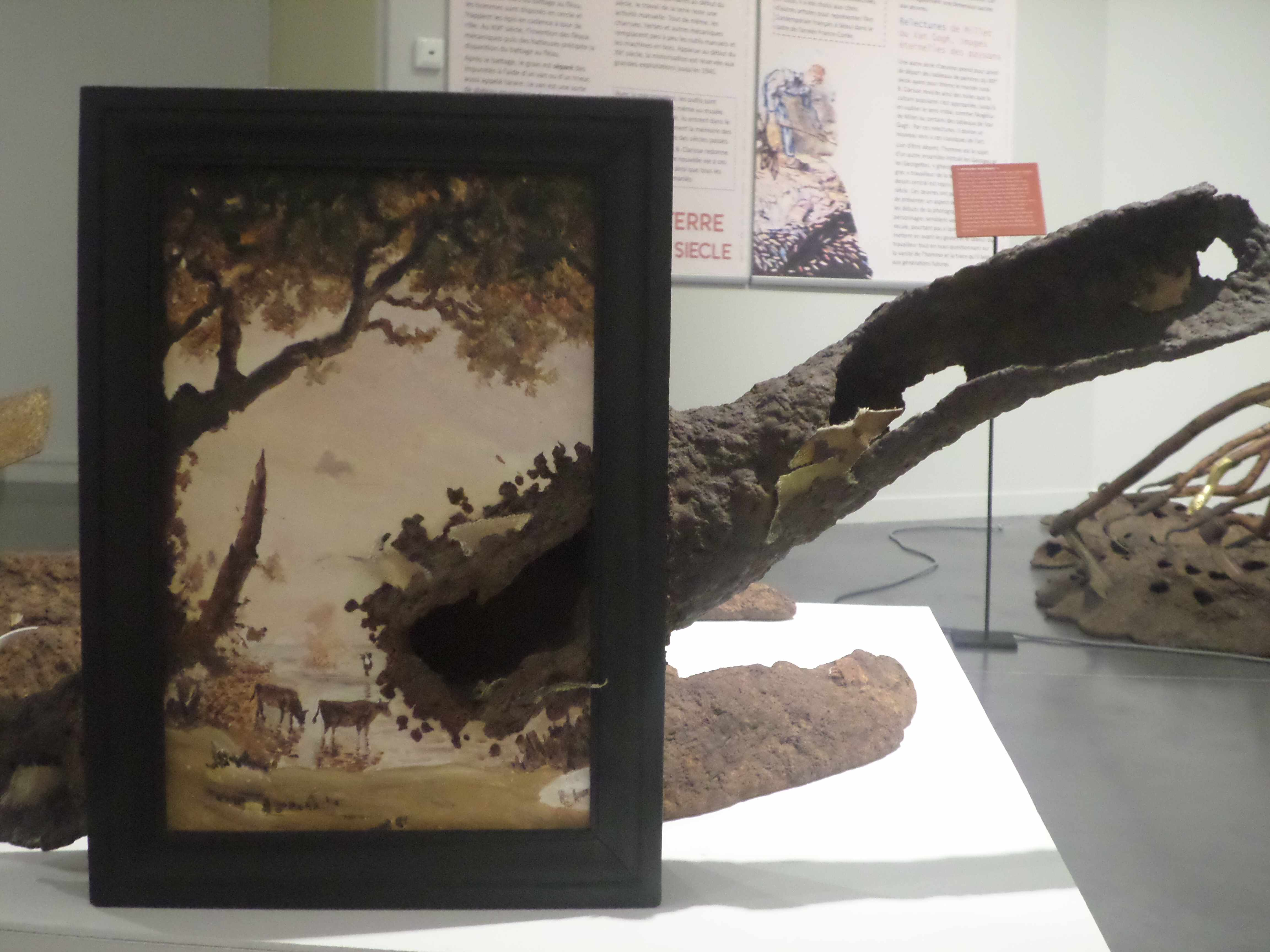
Koile odos II, 1987.
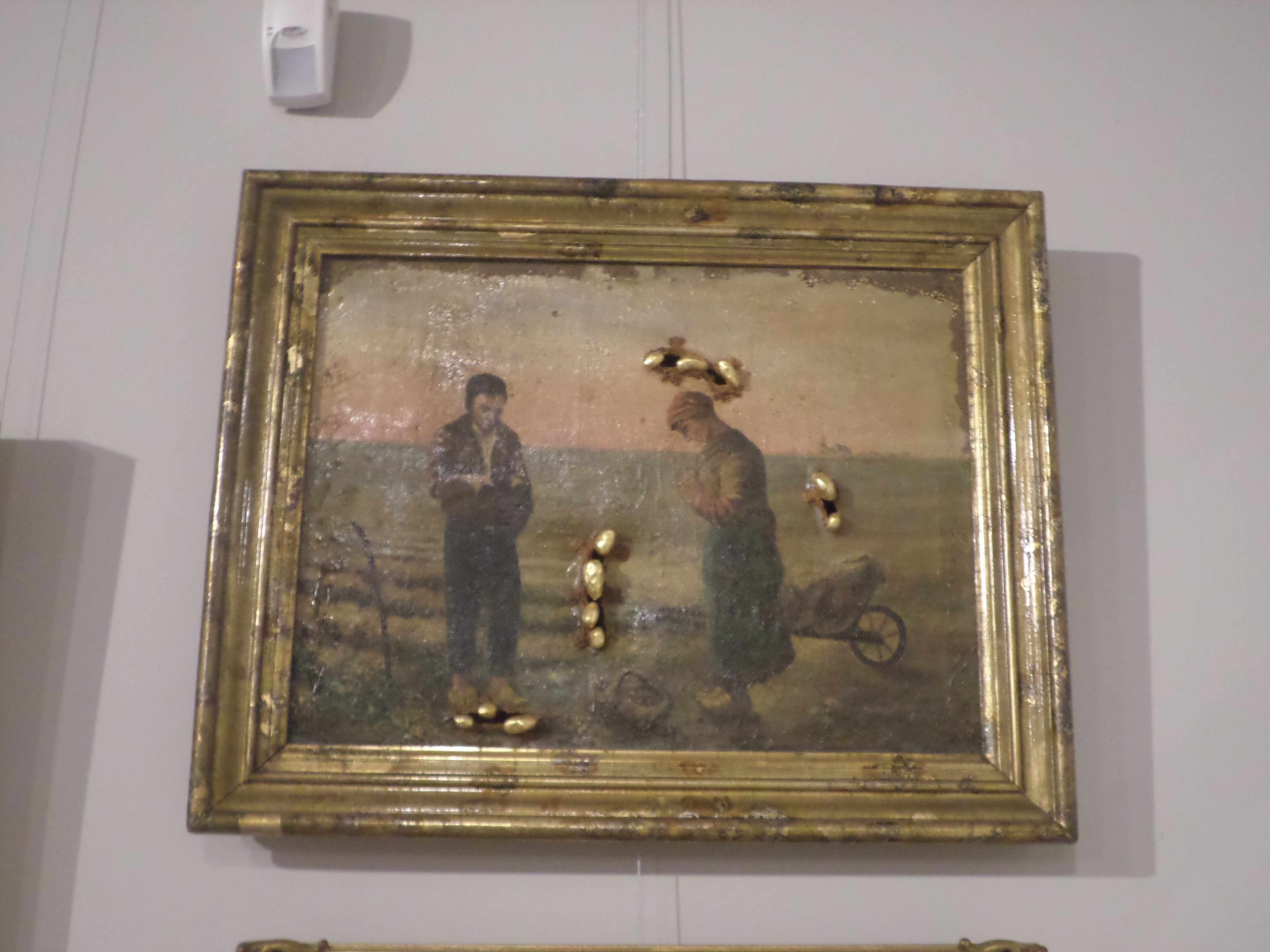
Epis d'or, 2006.
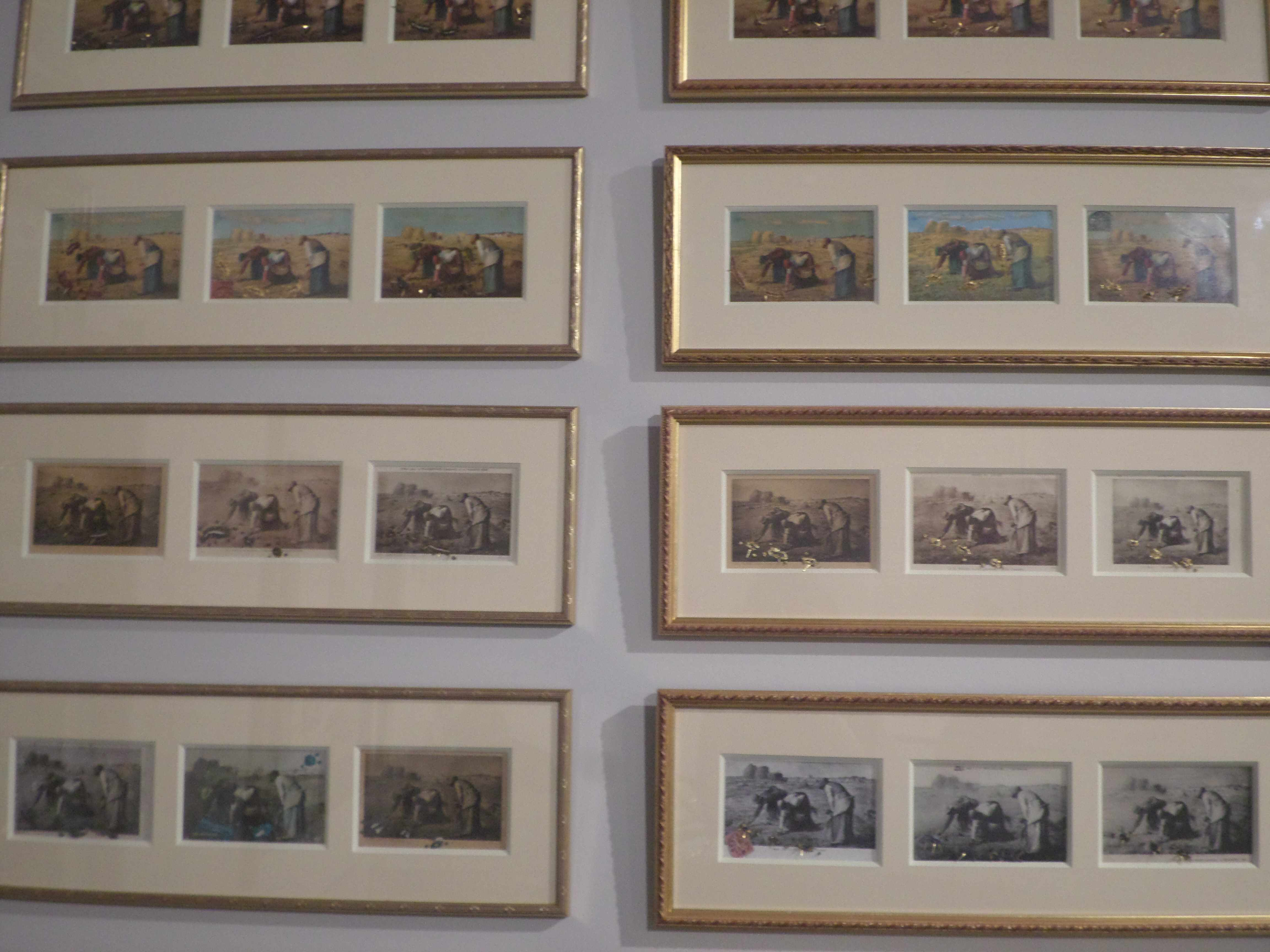
Série de cartes postales « retouchées », 2002-2004.

## Expositions
Depuis 1990, Bernard Clarisse a présenté ses œuvres dans une cinquantaine d'expositions personnelles, dont onze dans des musées ainsi que dans une centaine d'expositions collectives[réf. nécessaire].
Musées
- L'Echevinage à Saintes (1996) ;
- Château-musée de Boulogne-sur-Mer (2000-2001) ;
- Musée du Cloître à Tulle (2005) ;
- Musée de l'Eau de vie et des vieux métiers de Valognes (2006) ;
- Musée d'Opale-Sud à Berck-sur-Mer (2008) ;
- Musée de Cres en Croatie (2008) ;
- Musée archéologique de Die et du Diois à Die (2012) ;
- Musée Quesnel-Motinière à Coutances (2014) ;
- Musée Lombart à Doullens (2015) ;
- Château-Musée de Dieppe (2016) ;
- Musée d'Histoire de la Vie Quotidienne (2017).

Centres d'art
- Eymoutiers ;
- Saint-Cyprien[Lequel ?] ;
- Sarlat la Canéda ;
- Lyon ;
- La Maison Matisse à Bohain-en-Vermandois ;
- Quimperlé.

Galeries d'art
- Samagra, du Fleuve à Paris ;
- Arké à Venise ;
- Res Rei à Limoges ;
- San Marc à Gérone ;
- Duchoze à Rouen ;
- la Passerelle à Mont-Saint-Aignan ;
- La Nouvelle Échelle d'Or, en résonance avec la Biennale d'art contemporain de Lyon en 2009, 2011, 2015 et 2017.